# ليزلي هنتر
كان ليزلي هنتر (7 أغسطس 1877- 7 ديسمبر 1931) رسامًا إسكتلنديًا، ويعتبر أحد الفنانين الأربعة في مجموعة رسامين التلوينيين الإسكتلنديين. تعمد باسم جورج هنتر، واتخذ اسم ليزلي في سان فرانسيسكو، وصار ليزلي هنتر اسمه المهني. أبدى ميلًا إلى الرسم في سن مبكرة، وتعلم ذاتيًا إلى حد بعيد، إذ لم يتلقَ إلا دروس رسم أولية من أحد معارف العائلة. قضى خمسة عشر عامًا تكوينيًا من سن الخامسة عشرة في الولايات المتحدة، بكاليفورنيا في الأكثر. عاد بعد ذلك إلى إسكتلندا، ليرسم ويلون هناك وفي باريس. وبعد ذلك، سافر كثيرًا في أوروبا، ولا سيما إلى جنوب فرنسا، لكن أيضًا إلى هولندا وبا دو كليه وإيطاليا.
رسم مجموعة واسعة من لوحات الطبيعة الصامتة والمشاهد الطبيعية والصور الشخصية، ونالت لوحاته استحسان النقاد لمعالجتها الضوء وتأثيراته. ذاع صيتها بين النقاد وجامعي التحف الأكثر تقدمية في خلال حياته وصارت تفرض أسعارًا عالية منذ وفاته، لتصير من بين الأكثر شعبية في إسكتلندا.

## سيرته

### نشأته
وُلد هنتر في روثيزي، في 7 تاور ستريت على جزيرة بوت في 7 أغسطس 1877. كان الأصغر بين خمسة أطفال أنجبهم ويليام وجيني (ستيورات قبل زواجها) هنتر. أظهر جورج، كما كان يعرف آنذاك، ميلًا للرسم في سن صغيرة جدًا، وعندما كان في نحو الثالثة عشرة، رتبت أمه ليتلقى دروس رسم لدى سيدة من معارف العائلة. في فبراير 1892، توفيت كاثرين أخت هنتر الكبرى. بُعيد ذلك، في مارس، توفي أخوه الأكبر جيمس أيضًا. كان كلاهما في أوائل عشريناتهما. يُعتقد أنهما كانا ضحيتي جائحة إنفلونزا. يبدو أن ويليام الأب وجيني كانا قد اعتزما الهجرة بالفعل، ذلك أنهما باعا المنزل بالفعل. وبصورة جلية، أنهت الوفيتان المأساويتان الفكرة، ورحل ما بقي من العائلة إلى كاليفورنيا عبر نيويورك في الأول من سبتمبر 1892، على متن سفينة إس إس إثيوبيا.

### هجرته إلى كاليفورنيا وانتقاله إلى سان فرانسيسكو، تاركًا والديه
كان هنتر في الخامسة عشرة وقتما هاجر مع والديه ونسيبين ظلا على قيد الحياة إلى كاليفورنيا. في البداية، عاش مع عائلته في بستان برتقال يبعد 50 ميلًا إلى الشرق من لوس أنجلس. تابع الرسم وأحب المناخ، لكنه لم يبدِ إلا قليل الاهتمام بإدارة المزرعة. بدأ هنتر بكسب لقمة عيشه في 1896، بصفته رسامًا توضيحيًا للجرائد والصحف في المقام الأول. عاشر شخصيات أدبية مهمة مثل بريت هارت وجاك لندن، الذين كانا مرتبطين بالنادي البوهيمي في سان فرانسيسكو. قدم هنتر رسومات توضيحية لمجلة أوفرلاند الشهرية. في 1899، وُقعت لوحة بالأبيض والأسود شغلت صفحة كاملة لمجلة أوفرلاند الشهرية باسم جي. ليزلي هنتر، وهي أول مناسبة موثقة استخدم فيها اسم «ليزلي». في 1902، صار هنتر جزءًا من مجموعة من الفنانين ضمت ماينارد ديكسن وآرثر بوتنام. رغبوا بالاستقلال عن التدرجات الهرمية لعالم الفن التأسيسي، ومعًا، شكلوا جمعية كاليفورنيا للفنون لتكون بديلًا عن جمعية سان فرانسيسكو المحافظة للفنون. ظهر واضحًا أن هنتر كان ذا تعرّض فني مختلف تمامًا بالمقارنة مع غيره من مجموعة التلوينيين الإسكتلنديين، مثل جون دنكن فيرغسون أو سامويل جون بيبلو. كان هنتر في هذه المرحلة فنان غرافيك أمريكيًا ناجحًا تمامًا، بأخذ صغر سنه في الاعتبار. كانت «سنسيت، ذه باسيفيك منثلي» جريدة أخرى توظف أعماله، ومرة واحدة، طلب كتالوج سميث ومارينر رسومات توضيحية لأكثر من مئتين نشرة وكتاب منه.

### بداياته في الفنون الجميلة
في 1904، أجرى هنتر زيارة إلى باريس مولتها أرباحه من الرسم التوضيحي. ألهمته التجارب الفنية الكثيرة هناك، وصمم كل التصميم على الاضطلاع بالرسم الزيتي. عندما عاد إلى سان فرانسيسكو في 1905، بدأ التحضير لمعرضه المنفرد الأول، والذي كان مقررًا أن يُقام في العام التالي. مع ذلك، تدمرت أعمال هنتر الأولى في الحريق الذي أعقب زلزال سان فرانسيسكو 1906، وعاد إلى إسكتلندا بُعيد ذلك ليستقر في غلاسكو. في البداية، استمر كسب عيشه هناك بصفته رسامًا توضيحيًا في المقام الأول. بدأت رسوماته الزيتية بالطبيعة الصامتة على خلفية سوداء، بإلهام من الأسلوب الهولندي.
في 1908، بينما كان هنتر في باريس، التقى أليس توكلاس، التي كان يعرفها في سان فرانسيسكو سابقًا. أخذته ليرى المجموعة الفنية في 27 رو دو فلورو، التي كانت تبدأها غيرترود ستاين وأخوها ليو ستاين. تضمنت المجموعة أعمالًا حوشية زاهية الألوان لماتيس والأعمال الأولى لبيكاسو. كتب تولكاس أن الصور صدمت هنتر صدمًا عميقًا، وتمنى لو أنه لم يذهب لرؤيتها قط. وعلى الرغم من ذلك، فقد اهتزّ وعيه.
بدأ هنتر بتحقيق نجاح محدود بعد رحلة إلى مستعمرة إتابلس الفنية في شمال فرنسا في 1914. هناك، وبإلهام من الفن الفرنسي والمناظر الطبيعية المحلية، بدأ بتطوير الأسلوب والقدرة الذين عرفاه لاحقًا على أنه تلوينيّ. ومع ذلك، أجبره اندلاع الحرب العالمية الأولى على العودة إلى إسكتلندا، حيث لاحظ ألكسندر ريد من معرض ريد ولوفيفر أعماله. في 1915، أقام هنتر معرضه المنفرد الأول في مع ريد في غلاسكو. ركزت أعمال هنتر في هذه المرحلة من حياته المهنية بصورة رئيسة على الطبيعة الصامتة، مستلهمًا من شاردان وكاف ومانيه. في عشرينيات القرن الماضي، بدأ هنتر بالارتباط بمجموعة من ثلاثة فنانين غيره: جون دنكن فيرغسون، وإف. سي. بي. كاديل، وسامويل بيبلو. صار الأربعة يُعرفون بالتلوينيين الإسكتلنديين، رغم أن المصطلح لم يُستخدم حتى 1948، في وقت لم يكن قد بقي منهم فيه إلا فيرغسون على قيد الحياة.

### السفر في أوروبا والعودة إلى فايف
في 1922، بدأ هنتر بإجراء سلسلة من الزيارات إلى البر الرئيس في أوروبا، حيث زار باريس والبندقية وفلورنسا وريفييرا. رافقه فيرغسون في عدد من هذه الزيارات. أنتجت زيارات هنتر إلى الخارج عددًا كبيرًا من اللوحات وتغير أسلوبه بصورة ملحوظة في هذه الفترة من السفر في أوروبا عندما بدأ باستخدام لمسات لونية وضعت عفويًا لتصور شكلًا مضمرًا.
عندما عاد هنتر من أول سلسلة من الرحلات إلى الخارج، في 1922، استقر في فايف، على الساحل الشرقي لإسكتلندا وظل في إسكتلندا بين 1924 و1927 مقسمًا وقته بين فايف وغلاسكو. تضمنت لوحاته من هذه الفترة عددًا استلهمه من مناظر بحيرة لوخ لوموند، واستوحت هذه المناظر الطبيعية بصورة متزايدة من أعمال سيزان لإنشاء تركيبات ملونة وجوية. في 1925، عُرضت أعمال هنتر في معرض بليستر سكوير في لندن، إلى جانب أعمال لبيبلو وكاديل وفيرغسون. كتب وولتر سيكيرت، في تقديمه للعرض، أن: «هنتر يستخدم الجموح... إلى حدود ملهمة من ناحيتي الخطوط العادية والتقليدية».